# Exetasis eickstedtae
Exetasis eickstedtae är en tvåvingeart som beskrevs av Evert I. Schlinger 1972. Exetasis eickstedtae ingår i släktet Exetasis och familjen kulflugor. Inga underarter finns listade i Catalogue of Life.